# Istiván János
Istiván János György (Budapest, 1955. augusztus 20. – Veszprém, 2024. augusztus 20.) magyar festő és illusztrátor.

## Életpályája[2]

### Tanulmányai
Tanulmányait 1961-től 1969-ig a Veszprémi Általános Iskolában kezdte meg.
12 éves korától kezdett el komolyabban érdeklődni a rajzolás, illetve festészet iránt.
Középiskolai éveit a Lovassy László Gimnáziumban kezdte 1969 és 1970 között, majd váltott, így 1975-ben végzett a budapesti Képző és Iparművészeti Szakközépiskolában, alkalmazott grafikai szakon.
Sikeresen felvételizett a Képzőművészeti Főiskola esti szakára, ahol legmeghatározóbb mestere Klimó Károly volt.
Érettségi utáni két évét, a művészettörténet számára legszebb lapjainak másolásával töltötte.
Ezután újból felvételizett a főiskolára, csak már nappali szakra, ahova nem sikerült bejutnia. 1977-ben úgy döntött, hogy Párizsban próbál szerencsét, majd 1978-ban előzetes munkái alapján felvették az Atelier Genovesio-ba ahol eleinte másolással, de később restaurálással is megbízták. Segédrestaurátorként illetve festmény-másolóként működött a restaurátor műhelyben 1980-ig. Majd 1981. július 1-től október 31-ig Bécsben működött mint restaurator, az Angelika Blaskovich által működtetett műhelyben, a Sloss Swarzenberg kis udvarában.
Újból visszavágyott az iskolapadba, így jelentkezett a párizsi Képző és Iparművészeti Főiskolába, az Ecole Nationale Superieure Des Arts Decoratifsba. Itt vizuális kommunikáció szakra nyert felvételt, pontosabban kiadói és újság (edition és press) szakra. 1980 és 1984 között ismét kiváló mesterek oktatták, közülük volt olyan, akit már Magyarországról ismert, különböző külföldi grafikai folyóiratokból. Oktatta többek között Molnár Béla, Gábor Pál, Giovanni Giannini, Jean Widmer, M. Durand Maigret, Jean Laggarigue, Pierre Praquin, Prof. Heude, Keller és Meyer urak.
Az iskola elvégzése után 1984-ben hazatért.

### Munkássága
Grafikai működését az Országos Oktatástechnikai Központ veszprémi kihelyezésében kezdte el. 1985-ben felvették a Művészeti Alapba (MAOE), ám ezzel egyidejűleg megbetegedett. Betegsége ideje alatt rézkarcok készítésével foglalkozott.
Munkásságát szabadúszóként folytatta.
Majd a budapesti Geodéziai és Térképészeti Vállalatnál felmérőként tevékenykedett.
1985-ben a Rakéta Regényújság illusztrátor munkatársaként volt aktív.
1987-ben a Magyar Természettudományi Múzeum Állattan részlegének készített 16 illusztrációt illetve képet.
1992-től a Képcsarnok vállalat külső munkatársaként rézkarc megbízásokat kapott, egészen a vállalat megszűnéséig.
Ezzel párhuzamosan, 1990-2003 között a Veszprém Megyei Naplót karikatúrával gazdagította.
Mindeközben újra a festészetben találta meg önmagát, aktívan festeni kezdett, majd az élet válasz elé sodorta. Döntenie kellett, melyik szakmát művelné leginkább. Végül egyértelműen a festészet mellett köteleződött el.
A Dörmögő Dömötör Magazinban meseíróként, illetve illusztrátorként is tevékenykedett, 2003-tól 2007-ig.
Ezután rokkantnyugdíjas lett.
Betegsége kezdetétől fogva újra folyamatosan festett, szerény körülmények között, melyet napjainkig aktívan művel.

### Mesterei
- Gacs Gábor
- Németh László
- Miskolczi László
- Dr. M Kiss Pál
- Dr. Maksay László
- Klimó Károly
- Molnár Béla
- Albert Botond
- Gábor Pál
- Giovanni Giannini
- Jean Widmer
- M. Durand Maigret
- Jean Laggarigue
- Pierre Praquin

## Csoportos kiállításai
- Cirkusz és Varieté (2012)
- MűvészetMalom, Szentendre (2014)
- MűvészetMalom, Szentendre (2015)
- Reok Palota, Szeged (2017)

## Önálló kiállításai
- Eötvös Károly Megyei Könyvtár, Veszprém (1989) – Az első önálló kiállítás anyagául az itthon illetve Párizsban készült művek szolgáltak.
- HEMO (mai Agóra Városi Művelődési Központ), Veszprém (1996)
- Magyar Imre Kórház, Ajka (1996)
- Veszprém Megyei Rendőr főkapitányság Aulája (2002)
- Alapítványi Általános Iskola, Veszprém (2002)
- Szilágyi Erzsébet Általános Iskola, Veszprém (2003)
- Pannon Egyetem, Veszprém (2004)
- Városháza, Veszprém (2007)[4]
- Eötvös Károly Megyei Könyvtár, Veszprém (2011)[5]